# قابلية الوصول لجميع النقاط
يشير مصطلح قابلية الوصول لجميع النقاط (بالإنجليزية: All Points Addressable واختصاراً APA) في مجال مصفوفة النقاط  على شاشة الحاسوب أو أي جهاز عرض مؤلف من مجموعة بكسلات (pixels)، إلى التنسيق الذي يمكن من خلاله التعديل بشكل مفرد للمناطق مثل الحروف، وكذلك البِتَّات (bits) والخلايا، بدلاً من إعادة كتابة كامل المجموعة (مجموعة البكسلات على الشاشة)، وذلك في حين الحاجة للتغيير.
بشكل عام، الأوضاع النصية ليست أوضاع 'قابلية الوصول لجميع النقاط'، بينما هي كذلك بالنسبة للأوضاع الرسومية.  إن استخدام أوضاع العرض النصية قد توقف مع ظهور بطاقات رسوميات قوية، وبشكل عام ففي الأوضاع الرسومية يكون بديهياً أنها أوضاع 'قابلية الوصول لجميع النقاط'.